# Miodrag Gemović
Miodrag Gemović (Kirin Serbia: Миодраг Гемовић; sinh 25 tháng 12 năm 1994) là một cầu thủ bóng đá Serbia, thi đấu ở vị trí tiền đạo cho Mačva Šabac.